# كمان متوسط
الكَمَان المُتَوَسّط أو الكَمَان الأَوْسَط (أو فيولا في الترجمات الحرفية، من الإنجليزية: viola) آلة وترية من عائلة الكمان، تصدر صوتًا بين صوتي الكمان والكمان الجهير أو الشيللو.
يتم نصب أوتار الفيولا خامسة أوطأ من أوتار الكمان أي من الوتر الغليظ إلى الوتر الرفيع
دو، وصول، وري، ولا، وبالأحرف الإنجليزية
C, G, D and A
أي أن الفاصلة بين كل وتر والوتر التالي هي فاصلة خامسة تامة.
تتكون الأوركسترا من أربع مجاميع رئيسية
-الآلات الوترية
-آلات النفخ الخشبية
-آلات النفخ النحاسية
-الآلات الإيقاعية
آلة الفيولا هي من ضمن الآلات الوترية حيث أن الآلات الوترية هي مكونة من الكمان الأول والكمان الثاني والفيولا والشيللو والكونتراباص. وهناك آلة أخرى تحسب على الآلات الوترية وهي الهارب. الآلات الوترية تصدر الصوت بواسطة استخدام القوس عدا آلة الهارب، وأحيانا تعزف الآلات الوترية بدون استخدام القوس أي بواسطة النبر على الأوتار بواسطة أحد أصابع اليد اليمنى (السبابة عادة) ويدعى هذا النوع من العزف بالبيزيكاتو أو النقر على الأوتار.

## التاريخ
تصنع الفيولا من الخشب أما أوتارها فمعدنية ومجالها الصوتي يغطي ثلاثة أوكتافات على الأقل،
أقدم نموذج معروف لآلة الفيولا صنعها غاسبارو دي سالو الذي عاش بين عامي 1540 و 1609 و استخدمت في الأعمال الموسيقية القديمة مثل أوبرا أوفريو عام 1607 التي ألفها كلاوديو مونتيفيردي
و في القرن العشرين كتبت عدة أعمال موسيقية للفيولا من قبل العديد من المؤلفين الموسيقيين .